# Vincenzo Lombardo
Vincenzo Lombardo (* 21. Januar 1932 in Santo Stefano di Camastra; † 2. Dezember 2007 in Mailand) war ein italienischer Sprinter.
Über 400 m schied er bei den Olympischen Spielen 1952 in Helsinki im Vorlauf und bei den Leichtathletik-Europameisterschaften 1954 in Bern im Halbfinale aus.
1955 gewann er bei den Mittelmeerspielen Silber über 200 m und Bronze über 400 m.
Bei den Olympischen Spielen 1956 in Melbourne wurde er Vierter in der 4-mal-100-Meter-Staffel und erreichte über 200 m das Halbfinale.
1952, 1954 und 1955 wurde er Italienischer Meister über 400 m.
Seine Töchter Patrizia und Rossana Lombardo waren ebenfalls als Sprinterinnen erfolgreich.

## Persönliche Bestzeiten
- 100 m: 10,7 s, 1955
- 200 m: 21,1 s, 4. August 1955, Athen
- 400 m: 47,2 s, 1960